# Crash Time III: Nocne pościgi
Crash Time III: Nocne pościgi (oryg. niem. Alarm für Cobra 11 – Highway Nights, w wersji na Nintendo 3DS wydana jako Crash Time 3D) – czwarta gra komputerowa z serii Crash Time. Gra została wydana 18 listopada 2009 roku na PC i konsolę Xbox 360. 27 kwietnia 2012 roku gra została wydana pod tytułem Crash Time 3D na konsolę Nintendo 3DS.

## Fabuła
Fabuła gry została oparta na niemieckim serialu telewizyjnym Kobra – oddział specjalny. Zadaniem gracza jest zwalczenie organizacji terrorystycznej.

## Rozgrywka
Wątek fabularny gry składa się na około 50 misji, które rozgrywane są na 32 kilometrach kwadratowych, na ponad 200 kilometrach dróg i autostrad. Akcja gry ma miejsce w miastach oraz terenach pozamiejskich.
Komputerowe jednostki zawierające sztuczną inteligencję, badają drogi ucieczki na co składa się odległość oraz warunki na drodze.
Podczas rozgrywki występują przerywniki filmowe, w trakcie których gracz przesłuchuje zatrzymanych przestępców by zdobyć od nich jak największą ilość informacji. Pomocne w rozgrywce jest również zbieranie i łączenie faktów, dzięki temu gracz uzyskuje dostęp do różnego rodzaju sekretów i dodatków.